# Осушування газів
Осушування газів (рос. осушка газов; англ. gas dehumidification, desiccation of gases, gas dewatering, нім. Gastrocknung f — процес вилучення вологи (водяної пари) із газів і газових сумішей. Передує транспортуванню природних газів по трубопроводу, низькотемпературному розділенню газових сумішей на компоненти. Забезпечує безперервну експлуатацію промис-лового обладнання і газопроводів, запобігає утворенню газогідратних пробок тощо. Основні методи — конденсаційний (кон-денсація парів води при стисненні або охолодженні), абсорбційний (промивання вологого газу рідким гігроскопічним погли-начем) і адсорбційний (поглинання парів води твердим ґранульованим адсорбентом).
Найширше використовують абсорбенти — ді- і триетиленгліколі; їх регенерацію проводять в окремому апараті — десорбері. Як адсорбент застосовують силікагель, активований оксид Al2О3, цеоліти. Глибина осушування характеризується точкою роси осушеного газу, яка становить при осушуванні силікагелем до — 35°С, активованим оксидом алюмінію — до — 48°С, цеолітами — до — 60°С, діетиленгліколем (ДЕГ) і триетиленгліколем (ТЕГ) — до — 15°С. Осушування газу здійснюють у вертикальних та горизонтальних адсорберах і тарілкових абсорберах. Адсорбенти забезпечують глибоке О. г. (до температури точки роси — 60°С), однак для їх регенерації вимагається висока температура — до 350°С. Насичений вологою адсорбент реґенерують періодично безпосередньо в адсорбері шляхом нагрівання і видування вологи частиною осушеного підігрітого газу; устаткування складається не менше як з двох адсорберів.